# Trichopteromyia manii
Trichopteromyia manii är en tvåvingeart som beskrevs av Nayar 1944. Trichopteromyia manii ingår i släktet Trichopteromyia och familjen gallmyggor. Inga underarter finns listade i Catalogue of Life.